# Ormosia pseudosimilis
Ormosia pseudosimilis is een tweevleugelige uit de familie steltmuggen (Limoniidae). De soort komt voor in het Palearctisch gebied.